# Repetierwaffe

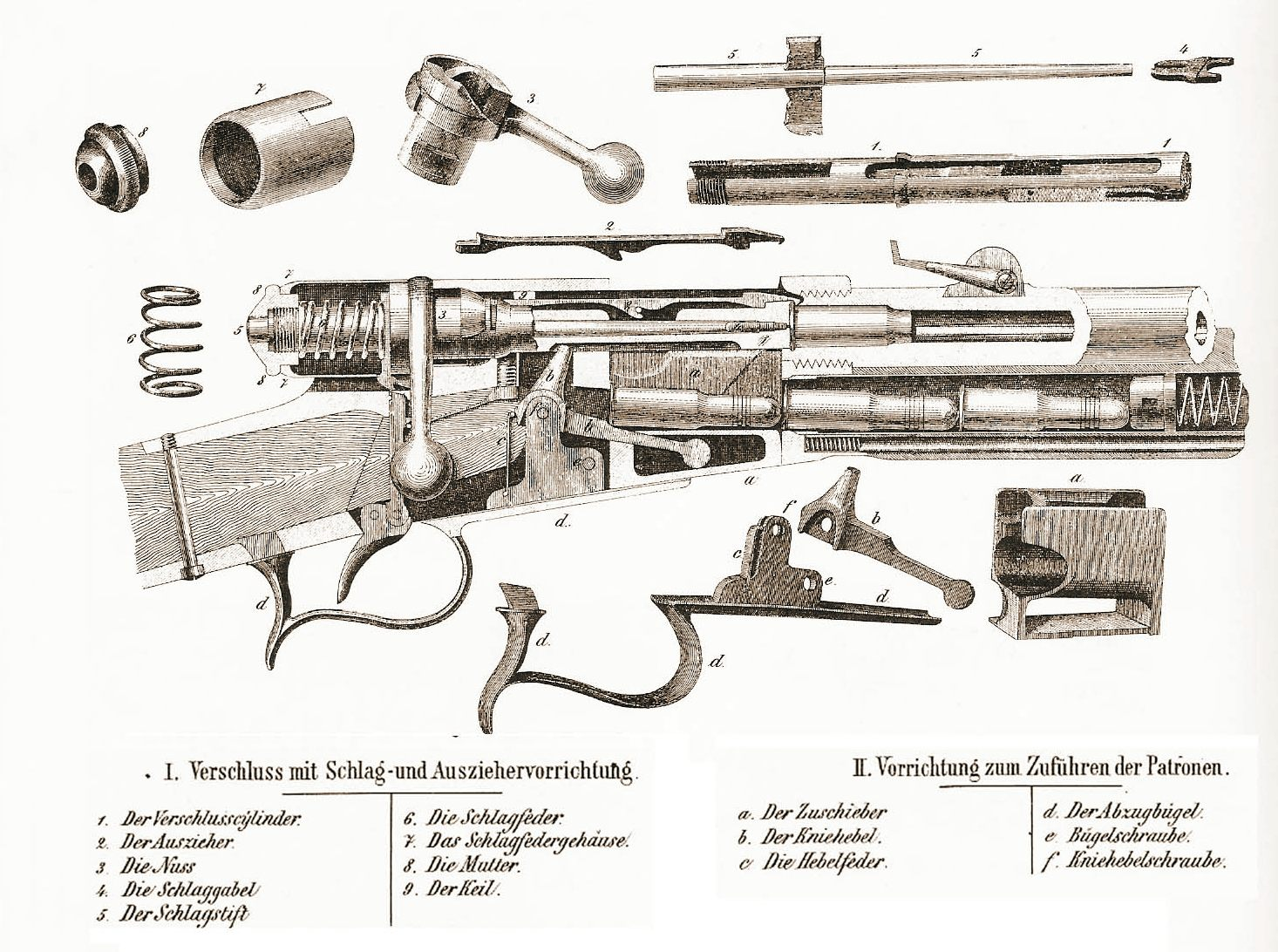
Vetterli-Repetiergewehr Modell 1869 mit Zylinderverschluss und Röhrenmagazin

Eine Repetierwaffe (auch kurz Repetierer) ist eine Schusswaffe, bei der die Munition über einen von Hand zu betätigenden Mechanismus aus einem Magazin in das Patronenlager nachgeladen wird. Das Wort „repetieren“ stammt vom lateinisch repetere, was so viel wie „wiederholen“ bedeutet.

## Waffenrecht
Das deutsche Waffenrecht (Waffengesetz) definiert Repetierwaffen folgendermaßen:

„Repetierwaffen; dies sind Schusswaffen, bei denen das Zuführen der Patrone aus einem Magazin, das Abfeuern und das Entfernen der Patrone oder Patronenhülse mit Hilfe eines nur von Hand zu betätigenden Mechanismus erfolgt.“

## Geschichte
Frühe Repetierwaffen waren durch die Verwendung von Patronenmunition die ersten funktionsfähigen und praxistauglichen Mehrladerwaffen. Im Gegensatz zu den einschüssigen Hinterladerwaffen, den Nachfolgern der Vorderladerwaffen, musste nicht mehr jede Patrone einzeln von Hand in das Patronenlager eingelegt werden.
Der nächste entwicklungstechnische Schritt war die Automatisierung des Repetiervorgangs, durch Ausnutzung der Rückstoßenergie oder der entstehenden Gase im Schuss zur Selbstladewaffe.

## Waffenzuordnung
Zu den Repetierwaffen zählen Handfeuerwaffen wie Repetierbüchsen, Vorderschaftrepetierflinten, seltener Repetierpistolen sowie Druckluftwaffen wie Mehrlader-Luftgewehre und Luftpistolen.

## Technik

Gängige Mechanismen des Repetierens sind:
- Zylinderverschluss-Repetierer einschließlich der Geradezugrepetierer (englisch bolt action, auch als Seitenhebel- oder Kammerstengelrepetierer bezeichnet)
- Unterhebelrepetierer (englisch lever action)
- Vorderschaftrepetierer (englisch pump oder slide action)

## Verwendung
Repetierwaffen finden bei der Jagd, im Sport, Selbstschutz gegen Wildtiere und bei Militär und Polizei Anwendung. Aufgrund des relativ einfachen mechanischen Aufbaus mit einem hohen Grad an Präzision zählen diese Waffen zu den funktionssichersten.

## Belege
1. ↑  Anlage 1 (zu § 1 Abs. 4) – Begriffsbestimmungen. In: Waffengesetz. Hier Abschnitt 2: Arten von Schusswaffen, Nr. 2.3. Abgerufen auf gesetze-im-internet.de am 3. November 2020.